# Aeroporto Regional de Bonito
O Aeroporto Regional de Bonito é um aeroporto localizado em Bonito, Mato Grosso do Sul, Brasil. O aeroporto é administrado pelo Estado do Mato Grosso do Sul, por meio de sua Secretaria de Estado de Infraestrutura (SEINFRA) que é a detentora da outorga, para explorar, administrar, operacionalizar o aeroporto. É um importante aeroporto turístico de MS e oferece opções de voo regionais e nacionais e internacionais (por meio de conexões). O terminal de passageiros (TPS),  dispondo de todos os serviços essenciais para atender suas companhias aéreas. Sua latitude é de 21º 13' 46 S e sua longitude é de 56º 27' 22 W. Possui fuso horário: UTC -4 (-3DT)
Em um estudo recente divulgado dia 17 de setembro de 2014 na Airport Infra Expo & Aviation Expo, em São Paulo, foram listados os 100 aeroportos regionais do Brasil com maior potencial de desenvolvimento. Numa escala que varia entre Muito Alto, Alto, Médio e Baixo desenvolvimento, o aeroporto de Bonito ficou com a classificação de nível "Médio" de desenvolvimento, ficando em sétimo lugar na região Centro-oeste. E na classificação geral ficou em 52.º lugar entre os 100 estudados com Índice de Qualidade Mercadológica (IQM), com 26,33 pontos.

## Histórico
O aeroporto foi inaugurado em 2005 na gestão do então governador Zeca do PT. Mais recentemente, em 20 de dezembro de 2012, Bonito foi incluída no Programa de Investimentos em Logística: Aeroportos do Governo Federal, um conjunto de medidas para melhorar a qualidade dos serviços e da infraestrutura aeroportuária e ampliar a oferta de transporte aéreo à população brasileira. O aeroporto é um dos nove de Mato Grosso do Sul a serem incluídos no programa.